# Don't Give It Up
«Don't Give It Up» es el primer sencillo de Ghosts, el segundo trabajo discográfico de la ex-componente de Sugababes Siobhán Donaghy.

## Sencillo
El tema fue la primera canción en aparecer en su Myspace, y al principio, no iba a ser un sencillo, pero más tarde, ella misma confirmó que iba a ser el primer sencillo de su nuevo álbum.
La promoción del sencillo comenzó en abril del 2007, pero desde el 25 de febrero el videoclip ya estaba en YouTube. El sencillo iba a ser publicado el 9 de abril, pero luego se decidió retrasarlo hasta el 16 de abril del 2007.

## Recepción
El sencillo fue bien recibido por sus fanes y por la exmiembro de Sugababes Mutya Buena, debido a que este estilo musical se aparta a los antiores y a cualquier otro estilo en el Reino Unido. El sencillo ha sido incluido en el Playlist de la BBC Radio 1, concretamente en el C List el 29 de marzo del 2007. A pesar de estar incluida en el BBC Radio 1, esa posición en el C List no es tan buena, debido a que los que más éxito se espera que tengan, se incluyen en el A List, como por ejemplo, Sophie Ellis-Bextor, Take That, The Feeling o Girls Aloud, los cuatro con gran éxito en el Reino Unido y a nivel internacional.
El sencillo debutó en el #72 en las listas de ventas de sencillos del Reino Unido, a falta de una semana para su salida oficial al mercado. En las Listas de Descargas de UK, el sencillo entró en el #77, y una semana después, ya entró en el Top 50 de Descargas.
En el resto del mundo, el sencillo fue publicado un día después a la fecha del Reino Unido e Irlanda, pero entrando en unas posiciones muy decepcionantes, como por ejemplo, en Australia, el sencillo no pudo entrar ni siquiera en el Top 200 Singles, quedándose catorce puestos por debajo del #200. Obviamente, debido a estos malos resultados en la primera semana de ventas, el segundo disco de la cantante inglesa podría no ser publicado mundialmente, como había sucedido con su álbum-debut "Revolution In Me", que debido al fracaso del sencillo "Overrated", y del disco, nunca se publicó a nivel internacional.
En la tercera semana, el sencillo ya ha subido algunos puestos en el resto del mundo, aunque no son buenos resultados para la cantante. En el Reino Unido, el sencillo ya ha descendido hasta el puesto #79, siendo un fracaso comercial absoluto. En Irlanda su posición fue sólo el #102. En semanas sucesivas, el sencillo entró en el Top 100 de muchos países del mundo, y en China y en Israel entró en el Top 40. A pesar de esto, el sencillo ha sido un absoluto fracaso, en el que sólo se han vendido 400 000 en todo el mundo, poniendo en peligro la publicación en el mercado internacional de su segundo disco "Ghosts".

## El videoclip
El videoclip para "Don't Give It Up" fue dirigido por Sophie Muller, y fue grabado desde diferentes ciudades de Marruecos, incluyendo Marrakech, Essaouira, El Jadida y, también en las montañas de la zona. Desde febrero el videoclip está disponible en las cadenas musicales de todo el mundo.

## Canciones
CD 1
1. «Don't Give It Up» [Radio Edit]
2. «Givin' In»

12" Single
1. «Don't Give It Up» [Radio Edit]
2. «Don't Give It Up» [Medicine 8 Dub Mix]

Promo-Single
1. «Don't Give It Up» [Radio Edit]

Limited 12" Promo Vynil #1
1. «Don't Give It Up» [Radio Edit]
2. «Ghosts»

Limited 12" Promo Vinyl #2
1. «Don't Give It Up» [Medicine 8 Vocal Mix]
2. «Don't Give It Up» [Medicine 8 Dub Mix]
3. «Don't Give It Up» [Hypnolove Dub Mix]
4. «Don't Give It Up» [A capela]

## Posiciones en las listas
| Lista (2007)                   | Mejor posición |
| ------------------------------ | -------------- |
| UK Top 100 Airplay             | 39             |
| The Hits Chart (UK)            | 34             |
| The Box Chart (UK)             | 37             |
| iTunes Top 100 Singles         | 50             |
| iTunes Alternative Top Singles | 29             |
| MTV UK                         | 78             |
| Ireland Radio 100              | 99             |
| France Top 200 Radio Airplay   | 64             |
| Germany Top 100 Airplay        | 88             |
| China Top 100 Radio Hits       | 28             |
| Japanese Top Airplay           | 44             |
| Israel Top Chart Airplay       | 33             |
| Australian Radio Hits          | 59             |
| Austria Airplay Hot 100        | 65             |
| Switzerland Hot Airplay 200    | 35             |
| Sweden Top 100 Hits            | 70             |
| Norway Radio Chart             | 69             |
| Italian Radio Hits             | 45             |
| Belgium Top 40 Radio Hits      | 49             |
| The Netherlands Radio Hits     | 48             |
| Finish Top 20 Radio Hits       | 57             |

| Lista (2007)                  | Mejor posición |
| ----------------------------- | -------------- |
| UK Top 75 Singles             | 45             |
| UK Download Singles Chart     | 49             |
| Irish Singles Chart           | 102            |
| Australian ARIA Singles Chart | 66             |
| The Netherlands Singles Chart | 56             |
| Belgium Top 50 Singles        | 50             |
| Finland Singles Chart         | 63             |
| Switzerland Singles Chart     | 49             |
| German Singles Chart          | 90             |
| French Top 100 Singles        | 80             |
| Austrian Singles Chart        | 70             |
| Sweden Singles Chart          | 80             |
| Norway Top 20 Singles         | 85             |
| Italy Singles Chart           | 60             |
| Israel Top 40 Singles Chart   | 40             |
| China Singles Chart           | 36             |
| Japan ORICON Singles Chart    | 51             |

## Trayectoria en las listas
| Posición | 72 | 45 | 79 | 143 | Out | Out |

| Posición | 102 | 176 | Out |

| Posición | 96 | 81 | 74 | 79 | 91 | 95 | Out |

| Posición | 94 | 56 | 76 | 147 | Out* |

| Posición | 125 | 95 | 50 | 103 | Out | Out |

| Posición | 91 | 75 | 63 | 154 | Out |

| Posición | 157 | 199 | 136 | 95 | 49 | 84 | 117 | Out |

| Posición | 182 | 120 | 90 | Out |

| Posición | 178 | Out | 130 | 80 | 189 | Out |

| Posición | 160 | 99 | 70 | 100 | 237 | Out | Out |

| Posición | 112 | 80 | 137 | Out | Out |

| Posición | 127 | 85 | 130 | Out |

| Posición | 99 | 60 | 87 | 134 | Out |

| Posición | 99 | 50 | 40 | 78 | 144 | Out | Out |

| Posición | 75 | 40 | 36 | 74 | 125 | 159 | 214 | Out | Out |

| Posición | 136 | 80 | 51 | 99 | 178 | Out |

- Datos: Q1621839